# Sphenopsis
Genre
Sphenopsis est un genre d'oiseaux Passeriformes de la famille des Thraupidae.

## Liste des espèces
Selon la classification de référence du Congrès ornithologique international (1 janvier 2024), il comporte quatre espèces :
- Sphenopsis frontalis (Tschudi, 1844) – Tangara ocré
- Sphenopsis melanotis (P.L.Sclater, 1855) – Tangara barbouillé
- Sphenopsis piurae (Chapman, 1923) – Tangara de Piura
- Sphenopsis ochracea (Berlepsch & Taczanowski, 1884) – Tangara de Berlepsch

## Classification
Le nom valide complet (avec auteur) de ce taxon est Sphenopsis P.L.Sclater, 1862.

## Étymologie
Le nom générique, Sphenopsis, est la combinaison en grec ancien de σφήν, sphến, « coin », et ὄψις, ópsis, « apparence ».